# Боб Марли
Роберт Неста Марли (енгл. Robert Nesta Marley; Најн мајл, 6. фебруар 1945 — Мајами, 11. мај 1981), познатији као Боб Марли (енгл. Bob Marley), био је јамајкански реге певач, гитариста и текстописац. Најпознатији је извођач реге музике и чувен је по популаризацији овог музичког жанра ван граница Јамајке. Марлијев допринос музици повећао је видљивост јамајканске музике широм света и учинио га глобалном фигуром популарне културе до данас.
Током своје каријере, Марли је постао познат као Растафари икона, а својој музици је дао осећај духовности. Такође се сматра глобалним симболом јамајканске музике, културе и идентитета. Био је контроверзан у својој отвореној подршци демократским друштвеним реформама. Године 1976. Марли је преживео покушај атентата у својој кући, за који се сматрало да је политички мотивисан. Такође је подржао легализацију марихуане и залагао се за панафрички дух. Године 1977. дијагностикован му је акрални лентигинозни меланом. Преминуо је од последица болести 1981, убрзо након крштења у Етипској оријентално-православној цркви.

## Детињство, младост и каријера
Убрзо после Бобовог рођења отац напушта мајку, али је наставио да финансијски помаже породицу и повремено посећује сина. У касним педесетим је било веома тешко наћи посао на Јамајци, тако да се Боб са мајком из Свете Ане сели у Тренчтаун у потрази за послом.
У великом граду Боб је могао много више да слуша музику коју је волео, као што је она коју изводе Фатс Домино и Реј Чарлс. Доста времена проводи са својим другом Невилом Ливингстоном, званим Бани, са којим одлази и на часове музике код познатог јамајканског певача Џоа Хигса. Ту упознају и Питера Мекинтоша. У то време је почела експанзија јамајканске музике кроз Ска сцену. Када је напунио 16 година Боб почиње да ради на остварењу свог сна да постане музичар. Музика је многим младима на Јамајци била бег из сиромаштва. Један од таквих клинаца био је и Џими Клиф, који је са 14 година већ снимио пар хитова. Џими је упознао Боба са Леслијем Конгом, локалним музичким продуцентом и после успешне аудиције, Боб снима свој први сингл "Judge Not". Нажалост, ни "Judge Not", ни сингл из 1962. "One More Cup of Coffee" нису постигли успех код публике, тако да Боб убрзо напушта Конга, јер је овај одбио да га исплати.

## Музичка каријера
Наредне године Боб, Баниј и још пар пријатеља оснивају групу Вејлин Вејлерс. Након лошег почетка и напуштања неких чланова бенда упознају Клемета Дода, продуцента музичке куће Кохкоун, за кога снимају сингл „Симер даун“, који доста добро пролази на Јамајци. У Вејлин Вејлерсима су тад били Боб, Бани и Питер Тош, који стичу локалну популарност. Њихова публика све више расте и они снимају још пар песама, као што су "It Hurts to Be Alone" и „Рул д Роуди“. Боб је ускоро преузео улогу лидера, као главни писац текстова и музике.
Дана 10. фебруара 1966, Боб се оженио својом девојком Ритом Андерсон. Следећег дана Боб одлази у САД, да посети своју мајку. По његовом повратку музика Вејлин Вејлерса је еволуирала у Рок Стеди. То доводи до сукоба са њиховом дискографском кућом, која је хтела Ска бенд. Зато Напуштају Кохкоун и оснивају своју дискографску кућу Вејл н Соул. Такође мењају и име из Вејлин Вејлерс у Вејлерс. Ово се подударило са рођењем Бобовог првог детета Сиделе. За сопствену кућу издају пар синглова, „Бенд даун лоу“ и „Мелоу муд“, пре него што је пропала. Ово је доста лоше утицало на бенд и тек пошто су упознали Лија Перија успевају да поново почну са радом. Уз његову помоћ снимају песме као што су „Дапи конкверер“, „Соул ребел“, "400 година“ и „Смол екс“. 1970. бенду се прикључују Астон и Чарлтон Берет. Бенд напушта Пери, а не желећи да прихвати његово превелико мешање у њихов рад, и оснива другу, успешнију издавачку кућу Таф Гонг, по Бобовом надимку. Боб убрзо одлази са Џонијем Нешом у Лондон, где снима „Реге он Бродвеј“ за ЦБС. И остатак бенда долази у Лондон да потпомогне промоцију сингла, али убрзо остају без пара. Боб одлази до Криса Блеквела, власника Ајланд рекордса и успева да га убеди да потпишу уговор за албум, за који је требало да добију предујам од 8.000 фунти, довољно да се врате кући. То је био први пут да један реге бенд изда албум, реге музичари су до тада издавали само синглове и компилацијске албуме. Албум се звао „Кет а фајер“ и постигао је приличан успех.
У пролеће 1973. Вејлерси одлазе на турнеју у Енглеску, након које их напушта Бани, кога замењује Џо Хигс. Вејлерси одлазе на турнеју у Америку где је требало да наступају као предгрупа бенду Слај енд д фемили стоун, али су после само пар наступа отпуштени јер су постали популарнији од бенда који је требало да најаве. Такође су урадили и пар концерата са Брусом Спрингстином, и снимили живи наступ за радио КСАН-ФМ.
Године 1973, Вејлерси издају и други албум „Бурнин' ", са класицима као што су I Shot The Sheriff и Get Up, Stand Up. Њихова популарност је још више порасла кад је Ерик Клептон обрадио песму I Shot The Sheriff.
Године 1975, објављују трећи албум „Нети Дред"(Natty Dread), са песмама No Woman, No Cry и „Револушн“. На другој страни Бани и Питер Тош напуштају бенд због соло каријере, због чега бенд поново мења име у Боб Марли енд д Вејлерс. Рупу која је настала одласком два члана попуњава трио пратећих вокала Ај-Трис (Рита Марли, Џуди Моуватс и Марсија Грититс). Тог лета бенд започиње и европску турнеју. Ови концерти су снимани и искорисцени за „Лајв!" албум, на коме се нашла и незаборавна жива верзија песме No Woman, No Cry, која постаје светски хит. Оригинални Вејлерси су последњи пут свирали заједно на концерту Стивија Вондера у јамајканском институту за слепе.
Године 1976, објављен је албум „Растаман вибрејшн“, који постиже велику популарност. Часопис Роулинг стоун их проглашава бендом године. На овом албуму се налази и моћна песма „Вор“ (рат), писана по речима из говора цара Хаила Селасија. 3. децембра 1976. наоружани људи упадају Марлијев дом и пуцају у Боба, Риту и пар пријатеља. На срећу, нико није погинуо. Два дана касније група је одржала незабораван наступ на Смајл Џамајка концерту, након чега одлазе на турнеју у Енглеску где снимају албум 'Егзодус“.
У то време Марли добија прстен Лава Јудејског, који је раније носио цар Хаиле Селасије и, што је велико признање за његов рад. Даља судбина овог прстена је мистерија, јер је нестао након Бобове смрти. За време ове турнеје Боб је, играјући фудбал, повредио палац на нози, повреда се брзо проширила и у мају је обавештен да има рак. Рак је било могуће одстранити само ампутацијом, што је Боб одбио, јер се би то било у супротности са растафаријанском вером. Турнеја је, наравно отказана, али га болест није спречила да и даље снима. Тако је 1978. објављен албум „Каја“, нешто мекшег звука у односу на раније албуме. Боб је оптужен да се продао јер су већина песама похвале марихуани или љубавне песме.
Године 1978, Боб се враћа на Јамајку да свира на Ван Лав (One Love) концерту за мир где је наговорио председника и лидера опозиције да се попну на бину и рукују се. 15. јуна добија медаљу за мир у Трећем свету, од Уједињених нација. Тада је и први пут посетио Африку, боравећи у Кенији и Етиопији. 1980. ће први пут свирати у Африци, на концерту у Габону. Влада Зимбабвеа позвала га је да свира на прослави Дана независности, а Боб је касније изјавио да је то била највећа почаст у његовом животу.

## Смрт
Бенд је и даље наставио неуморно да снима, што је резултовало албумима "Babylon by Bus" (живи албум), "Survival" (1978) и "Uprising" (1980). Бенд је кренуо на турнеју у Америку, са Стиви Вондером, али је након наступа у Бостону Бобу је позлило и једва је издржао концерт у Њујорку. Следећег јутра, 21. септембра, срушио се док је џогирао у парку и одведен је у болницу, где су му пронашли тумор на мозгу и прогнозирали му још месец дана живота. Иако је Рита захтевала да се турнеја прекине, Боб је одлучио да настави. Међутим, након концерта у Питсбургу, било му је толико лоше да је морао да одустане. Пребачен је у болницу у Мајамију, где се 4. новембра крстио у Етиопској оријентално-православној цркви, као Берхане Селасије (Боб је раније припадао фракцији 12 Племена Израела).
У последњем покушају да спасе живот подвргао се експерименталном лечењу у Немачкој, где је прославио и свој последњи, 36. рођендан. Пошто лечење није успело, желео је да се врати на родну Јамајку али је умро 11. маја 1981. Цео свет је био у жалости а на хиљаде људи је присуствовало његовој сахрани 21. маја. Гроб Боба Марлија налази се у родном селу Девет Миља (енгл. Nine Mile). Постхумно је одликован и јамајканским Орденом части.
Јануара 2005. јављено је да Рита Марли планира да ексхумира посмртне остатке свог мужа и да их сахрани у Шашману (Shashamane), Етиопија. У најави ове одлуке, Рита Марли је рекла: „Цео Бобов живот се вртео око Африке, а не око Јамајке“. Доста је отпора овом предлогу на Јамајци. Рођенданске прославе онога шта би био његов 60. рођендан, да је још жив су 6. фебруара одржане у Шашману по први пут, уместо као до тада на Јамајци.

## Дискографија

### Студијски албуми
- The Wailing Wailers (1965)
- Soul Rebels (1970)
- Soul Revolution (1971)
- The Best of The Wailers (1971)
- Catch a Fire (1973)
- Burnin' (1973)
- Natty Dead (1974)
- Rastman Vibration (1976)
- Exodus (1977)
- Kaya (1978)
- Survival (1979)
- Uprising (1980)
- Confrontation (1983)